# Ogun Challenger 1985
L'Ogun Challenger 1985 è stato un torneo di tennis facente parte della categoria ATP Challenger Series nell'ambito dell'ATP Challenger Series 1985. Il torneo si è giocato a Ogun in Nigeria dall'11 al 17 febbraio 1985 su campi in cemento.

## Vincitori

### Singolare
Gianni Ocleppo ha battuto in finale  Mark Wooldridge con il punteggio di 6–4, 6–1

### Doppio
Chris Dunk /  Charles Buzz Strode hanno battuto in finale  Egan Adams /  Mark Wooldridge con il punteggio di 7–5, 2–6, 6–3